# Дијалектика
Дијалектика (грч. διαλεκτική (τέχνη), dialektiké (téchne), лат. dialectica) је филозофски појам који се користи за више значења. Дуго времена је описивао методу вођења разговора, размишљања или аргументације у области која се данас назива логиком. Од 18. века почиње ново кориштење овог израза: теорија у супротности ствари или појмова, као и откривање и укидање тих супротности. Чисто шематски дијалектика може бити поједностављено описана у овом новијем смислу, као дискурс. Проблеми и противречности, који се суочавају као антитезе, резултују решењем или новим разумевањем званим синтеза. Ова шема се односи, између осталог, на противречности између појма и објекта у методичком откривању истине, до разлике између учесника у расправи и расправе о правим разликама у природи или друштву.
Термин дијалектика није синониман са термином дебата. Док теоретски дебатери нису нужно емоционално уложени у њихову тачку гледишта, у пракси дебатери често испољавају емоционалну посвећеност која може да замагли њихове рационалне процене. Дебате се добијају комбинацијом убеђивања противника, доказивањем тачног аргумента и доказивањем да је противнички аргумент нетачан. За расправе није неопходно да се одмах идентификује јасан победник или губитник; мада, јасне победнике често одређује судија, жири или консензусна група. Термин дијалектика исто тако није синониман са термином реторика, методом или уметношћу дискурса који покушава да убеди, информише, или мотивише публику. Концепте, попут „логоса“ или рационалне жалбе, „пафоса“ или емотивне жалбе, и „етоса“ или етичке жалбе, реторичари намерно користе да убеде публику.
Сократ је фаворизовао истину као највишу вредност, предлажући да се она може открити путем разума и логике у дискусији: ерго, дијалектика. Сократ је вредновао рационалност (призивање на логику, а не на емоције) као исправно средство за убеђење, откривање истине, и детерминације својих поступака. За Сократа је истина, а не арете (морална врлина), била веће добро, и сматрао је да свака особа треба, пре свега другог, да трага за истиниом као животним водичем. Стога се, Сократ супротставља софистима и њиховом учењу реторике као уметности и емотивне ораторије која не захтева ни логику ни доказ. Различити облици дијалектичког образложења настали су током историје из Индосфере (ширег Индијског подручја) и Запада (Европе). Те форме обухватају сократски метод, хиндуистичку, будистичку, средњовековну, хегелијанску дијалектику, марксизам, талмудску, и нео-ортодоксну дијалектику.

## Принципи
Сврха дијалектичког начина размишљања је разрешење неслагања кроз рационалну дискусију и, ултиматно, потрага за истином. Један приступ — сократски метод — је да се покаже да дата хипотеза (са дригим доказима) доводи до контрадикције; стога, приморавајући повлачење хипотезе као кандидата за истину (види reductio ad absurdum). Друга дијалектичка резолуција неслагања је порицање пресупозиције супротстављене тезе и антитезе; стога, се иде на „сублацију“ (трансценденцију) до „синтезе“, треће тезе.
Фихте/Хегеловска дијалектика је базирана на четири концепта:
1. Све је пролазно и коначно, постоји у медијуму времена.
2. Све је састављено од контрадикција (супротстављених снага).
3. Постепене промене доводе до кризе, преломних тачака када једна сила превлада своје противничке силе (квантитативне промене доводе до квалитативне промене).
4. Промена је спирална (периодична без повратка на исту позицију), а не кружна (негација негације).[11]

Концепт дијалектика (као јединство супротности) је постојао у филозофији Хераклита од Ефеса, који је сматрао да се све стално мења, као резултат унутрашњих сукоба и опозиција. Стога је историја дијалектичког метода историја филозофије.

## Западне дијалектичке форме

### Класична филозофија
У класичној филозофији, дијалектика (грч. διαλεκτική) је форма размишљања заснована на дијалогу аргумената и контрааргумента, која заговара пропозиције (тезе) и против-пропозиције (антитезе). Исход такве дијалектике може да буде одбацивање релевантног предлога, или синтезе, или комбинација супротстављених тврдњи, или квалитативно побољшање дијалога.
Термин „дијалектика“ дугује знатан део свог престижа својој улози у филозофији Сократа и Платона, у грчком класичном периоду (5. до 4. века п. н. е.). Аристотел је изјавио да је у ствари пресократски филозоф Зенон из Елеје изумитељ дијалектике. Платонови дијалози су примери сократског дијалектичког метода.
Према Канту, међутим, антички Грци су користили реч „дијалектика“ да поједноставе логику лажне појаве или сличности. У античка времена, „она није била ништа више од логике илузије. То је била софистицирана уметност давања незнању, у ствари чак и намерним триковима, спољашњем изгледу истине, имитирајући темељан, прецизан метод који логика увек захтева, и користећи своју тему као огртач за сваку празну тврдњу.“

#### Сократски дијалог
У Платоновим дијалозима и другим сократским дијалозима, Сократ покушава да испита нечија веровања, понекад чак и прве принципе или премисе с којим сви ми размишљамо и расправљамо. Сократ типично расправља путем унакрсног испитивања тврдњи и премиса свог саговорника, како би извукао контрадикцију или неконзистентност међу њима. Према Платону, рационално откривање грешке представља проналажење доказа антитезе. Међутим, колико год да је важан тај циљ, чини се да је главна намера сократске активности побољшање душе његових саговорника, ослобађајући их од непрепознатих грешака.
На пример, у Евтифрону, Сократа пита Евтифрона да пружи дефиницију побожности. Евтифрон одговара да је побожан онај кога воле богови. Међутим, Сократ такође има Евтифронову сагласност да су богови свадљиви и да се њихове свађе, попут људских свађа, тичу предмета љубави и мржње. Стога, Сократ резонује да постоји бар једна ствар коју поједини богови воле, док је други богови мрзе. Евтифрон се поново слаже. Сократ закључује да ако је Евтифронова дефиниција побожности прихватљива, онда мора да постоји бар једна ствар која је побожна и безбожна (јер је богови воле и мрзе); што Евтифрон признаје да је апсурдно. Стога, Евтифрон је доведен до реализације путем овог дијалектичког метода да његова дефиниција побожности није довољно смислена.
Дијалектика се може дефинисати као, „начин размишљања или филозофски медијум, кроз који контрадикција постаје почетна тачка (пре него слепа улица) за контемплацију“. Сократ је предложио ову форму дијалектике у облику сократског метода названог и еленктички метод. Да би се достигла крајња истина мишљења, стога дијалектика, Сократ је оповргавао пропозиције доказујући своје изјаве истинитим. У општим случајевима, Сократ користи ентимеме као основу свог аргумента. Такав дискурс је примењиван у његовим аргументима све док саговорници нису имали другог избора него да се сложе са њим, изводећи закључке који су у супротности са њиховим оригиналним тезама. Стога Сократ, као резултат, досеже ултиматну истину.
На пример, дијалектика се јавља у дискусији између Сократа, софисте Горгије, и два човека, Полуса и Каликлиса у Платоновом дијалогу „Горгија“. Пошто је Сократов ултиматни циљ био досезање истинског знања, он је био вољан да промени своја сопствена гледишта да би дошао до истине. Фундаментални циљ дијалектике, у овом случају, је био успостављање прецизне дефиниције предмета (специфично, реторике) и са применом аргументације и испитивања, да се она учини још прецизнијом. У Горгији, Сократ досеже истину постављањем серије питања на која је добио кратке, јасне одговоре. Сократ пита Горгија да ли је онај који је научио тесарство тесар, и да ли је онај који је научио музику музичар, и да ли је онај који је научио медицину лекар, и тако даље. Горгије на један начин или други одговара са „да“, на сва та питања. Сократ затим наставља питајући Горгија да ли он верује ће правичан човек увек желети да ради оно што је правично и да никад неће поступити неправично. Поново, Горгија одговара са „да“. Сократ онда напомиње чињеницу да је раније у њиховој конверзацији Горгија изјавио да су реторичари само људи. Горгија се сложи. У одговору, Сократ оповргава Горгијине изјаве, јер је Горгија имплицитно тврдио да ако реторичари користе реторику за неправду, њихов учитељ за то није одговоран. Ако би дошло до тога, онда реторичар у ствари не би био правичан човек. Сократ је уочио недоследност у Горгијевим изјавама и завршио извод изјавом „биће још пуно дискусија, пре него што дођемо до истине о свему овоме“.
Овај пример демонстрира како се дијалектика користи као метод да би се маневрисали људи у супротстављање сопственим тезама. Разуман аргументативан дискорс помаже успостављању истине. Дијалектика, за разлику од дебата, природно се завршава. Долази се до ултиматне истине и контрадикције нестају.
Постоји још једна интерпретација дијалектике, као метода интуиције. Сајмон Блекберн је писао да се дијалектика у том смислу користи за разумевање „свеукупног процеса просветљења, при чему је филозоф образован како би досегао знање о врхунском добру, форми добра“.

#### Аристотел
Аристотел наглашава да је реторика блиско сродна дијалектици. Он нуди неколико формула за описивање тог афинитета између две дисциплине: пре свега, за реторику се каже да „кореспондира“ (antistrophos) дијалектици (Rhet. I.1, 1354a1); (ii) за њу се исто тако каже да „произилази из“ (paraphues ti) дијалектике и студије карактера (Rhet. I.2, 1356a25f.); коначно, Аристотел каже да је реторика део дијалектике и да подсећа на њу (Rhet. I.2, 1356a30f.). Тврдећи да реторика кореспондира дијалектици, Аристотел очевидно алудира на Платонов дијалог Горгија (464bff.), где се реторика иронично дефинише као супротност устројству душе. Пошто, у том пасусу, Платон користи реч antistrophos за дезигнирање аналогије, могуће је да Аристотел исто тако жели да изрази неки облик аналогије: оно што је дијалектика за (приватну или академску) праксу нападања и одржавања аргумента, реторика је за (јавну) праксу самоодбране или оптуживања опонента. Аналогија са дијалектиком има важне импликације за статус реторике. Платон је тврдио у свом делу Горгија да реторика не може да буде уметност (техника), пошто она није везана за дефинитивни предмет, док су реалне уметности дефинисане по њиховим специфичним предметима, као што су на пример медицина или прављење обуће дефинисани њиховим продуктима, тј., здрављем и обућом.

### Средњовековна филозофија
Дијалектика (која се исто тако назива логиком) је била једна од три либералне уметности које су предаване на средњовековним универзитетима као део тривијума. Тривијум је такође обухватао реторику и граматику.
Базиран превасходно на Аристотелу, први средњовековни филозоф који је радио на дијалектици је био Боетије. Након њега, многи сколастички филозофи су исто тако користили дијалектику у својим радовима, на пример Абелар, Вилијам из Шервуда, Гарландус Компотиста, Волтер Барли, Роџер Свинешед, Вилијам Окамски,.
Та дијалектика се базирала на следећем:
1. Питање на које се тражи одговор
2. Главне примедбе на питање
3. Аргумент у корист питања, традиционално један аргумент („У супротности са ...“)
4. Одлучивање о питању након преиспитивања доказа („Ја одговарам на то ...“)
5. Одговори на сваки приговор

### Модерна филозофија
Концепту дијалектике је дао нови живот Георг Вилхелм Фридрих Хегел (следећи Јохана Готлиба Фихта), чији је дијалектички синтетички модел природе и историје учинио дијалектику фундаменталним аспектом природе реалности (уместо да сматра контрадикције у које дијалектика води знаком стерилности дијалектичког метода, чему је Имануел Кант тежио у свом раду Критика чистог разма). Карл Маркс (погледајте на пример Das Kapital, објављен 1867) и Фридрих Енгелс, и преобликовали су га у динамичном, неидеалистичом маниру. Дијалектика је исто тако постала кључни део каснијих презентација марксизма као филозофије дијалектичког материјализма. Ове репрезентације су често биле драматично контрадикторне и доводиле су до енергичних дебата међу различитим марксистичким групама, наводећи неке проминентне марксисте да у потпуности одустају од идеје дијалектике. Стога је овај концепт имао проминентну улогу на светској сцени и у светској историји. У савременим полемикама, дијалектика се такође може односити на разумевање начина на који можемо или треба да гледамо на свет (епистемологија); тврдња да је природа света изван наше перцепције међусобно повезана, контрадикторна и динамична (онтологија); или се може односити на метод представљања идеја и закључака (дискурс). Према Хегелу, „дијалектика“ је метод којим се људска историја одвија; другим речима, историја напредује као дијалектички процес.